# Ян Гуннар Соллі
Ян Гуннар Соллі (норв. Jan Gunnar Solli, нар. 19 квітня 1981, Арендал) — норвезький футболіст, що грав на позиції півзахисника.
Виступав, зокрема, за клуб «Русенборг», а також національну збірну Норвегії.
Чотириразовий чемпіон Норвегії. Володар Кубка Норвегії. 

## Клубна кар'єра
Народився 19 квітня 1981 року в місті Арендал. Вихованець юнацьких команд футбольних клубів «Тройнген» та «Одд Гренланд».
У дорослому футболі дебютував 2000 року виступами за головну команду «Одд Гренланд», в якій провів чотири сезони, взявши участь у 54 матчах чемпіонату. 
Згодом ще по чотири сезони відіграв за «Русенборг» та «Бранн». За цей час чотири рази ставав чемпіонлм Норвегії — тричі у складі «Русенборга», а 2007 року — як гравець «Бранна».
Протягом 2011–2012 років грав за «Нью-Йорк Ред Буллз» у MLS, після чого повернувся на батьківщину, де став гравцем «Волеренги».
Згодом два роки грав у Швеції за «Гаммарбю», після чого завершив кар'єру у норвезькому друголіговому «Скейді», за який грав у другій половині 2016 року.

## Виступи за збірні
2000 року провів одну гру у складі юнацької збірної Норвегії (U-19).
Протягом 2002–2003 років залучався до складу молодіжної збірної Норвегії. На молодіжному рівні зіграв у 16 офіційних матчах, забив 3 голи.
2003 року дебютував в офіційних матчах у складі національної збірної Норвегії. Загалом протягом кар'єри у національній команді, що тривала вісім років, провів у її формі 40 матчів, забивши 1 гол.
| Дата       | Місто      | Господарі            | Результат | Гості      | Турнір            | Голи | Примітки |
| ---------- | ---------- | -------------------- | --------- | ---------- | ----------------- | ---- | -------- |
| 20-8-2003  | Осло       | Норвегія             | 0 – 0     | Шотландія  | товариський матч  | -    |          |
| 6-9-2003   | Зениця     | Боснія і Герцеговина | 1 – 0     | Норвегія   | Відбір до ЧЄ 2004 | -    |          |
| 10-9-2003  | Осло       | Норвегія             | 0 – 1     | Португалія | товариський матч  | -    |          |
| 15-11-2003 | Валенсія   | Іспанія              | 2 – 1     | Норвегія   | Відбір до ЧЄ 2004 | -    |          |
| 19-11-2003 | Осло       | Норвегія             | 0 – 3     | Іспанія    | Відбір до ЧЄ 2004 | -    |          |
| 22-1-2004  | Гонконг    | Швеція               | 0 – 3     | Норвегія   | товариський матч  | -    |          |
| 25-1-2004  | Гонконг    | Гондурас             | 1 – 3     | Норвегія   | товариський матч  | -    |          |
| 28-1-2004  | Сінгапур   | Сінгапур             | 2 – 5     | Норвегія   | товариський матч  | -    |          |
| 31-3-2004  | Белград    | Сербія та Чорногорія | 0 – 1     | Норвегія   | товариський матч  | -    |          |
| 28-4-2004  | Осло       | Норвегія             | 3 – 2     | Росія      | товариський матч  | 1    |          |
| 27-5-2004  | Осло       | Норвегія             | 0 – 0     | Уельс      | товариський матч  | -    |          |
| 18-8-2004  | Осло       | Норвегія             | 2 – 2     | Бельгія    | товариський матч  | -    |          |
| 4-9-2004   | Палермо    | Італія               | 2 – 1     | Норвегія   | Відбір до ЧС 2006 | -    |          |
| 8-9-2004   | Осло       | Норвегія             | 1 – 1     | Білорусь   | Відбір до ЧС 2006 | -    |          |
| 9-10-2004  | Глазго     | Шотландія            | 0 – 1     | Норвегія   | Відбір до ЧС 2006 | -    |          |
| 13-10-2004 | Осло       | Норвегія             | 3 – 0     | Словенія   | Відбір до ЧС 2006 | -    |          |
| 30-3-2005  | Кишинів    | Молдова              | 0 – 0     | Норвегія   | Відбір до ЧС 2006 | -    |          |
| 20-4-2005  | Таллінн    | Естонія              | 1 – 2     | Норвегія   | товариський матч  | -    |          |
| 24-5-2005  | Осло       | Норвегія             | 1 – 0     | Коста-Рика | товариський матч  | -    |          |
| 4-6-2005   | Осло       | Норвегія             | 0 – 0     | Італія     | Відбір до ЧС 2006 | -    |          |
| 8-6-2005   | Стокгольм  | Швеція               | 2 – 3     | Норвегія   | товариський матч  | -    |          |
| 3-9-2005   | Целє       | Словенія             | 2 – 3     | Норвегія   | Відбір до ЧС 2006 | -    |          |
| 7-9-2005   | Осло       | Норвегія             | 1 – 2     | Шотландія  | Відбір до ЧС 2006 | -    |          |
| 8-10-2005  | Осло       | Норвегія             | 1 – 0     | Молдова    | Відбір до ЧС 2006 | -    |          |
| 12-10-2005 | Мінськ     | Білорусь             | 0 – 1     | Норвегія   | Відбір до ЧС 2006 | -    |          |
| 12-11-2005 | Осло       | Норвегія             | 0 – 1     | Чехія      | Відбір до ЧС 2006 | -    |          |
| 16-11-2005 | Прага      | Чехія                | 1 – 0     | Норвегія   | Відбір до ЧС 2006 | -    |          |
| 1-3-2006   | Дакар      | Сенегал              | 2 – 1     | Норвегія   | товариський матч  | -    |          |
| 15-11-2006 | Белград    | Сербія               | 1 – 1     | Норвегія   | товариський матч  | -    |          |
| 22-8-2007  | Осло       | Норвегія             | 2 – 1     | Аргентина  | товариський матч  | -    |          |
| 12-9-2007  | Осло       | Норвегія             | 2 – 2     | Греція     | Відбір до ЧЄ 2008 | -    |          |
| 17-10-2007 | Сараєво    | Боснія і Герцеговина | 0 – 2     | Норвегія   | Відбір до ЧЄ 2008 | -    |          |
| 26-3-2008  | Подгориця  | Чорногорія           | 3 – 1     | Норвегія   | товариський матч  | -    |          |
| 28-5-2008  | Осло       | Норвегія             | 2 – 2     | Уругвай    | товариський матч  | -    |          |
| 19-11-2008 | Дніпро     | Україна              | 1 – 0     | Норвегія   | товариський матч  | -    |          |
| 28-3-2009  | Рустенбург | ПАР                  | 2 – 1     | Норвегія   | товариський матч  | -    |          |
| 1-4-2009   | Осло       | Норвегія             | 3 – 2     | Фінляндія  | товариський матч  | -    |          |
| 14-11-2009 | Женева     | Швейцарія            | 0 – 1     | Норвегія   | товариський матч  | -    |          |
| 11-8-2010  | Осло       | Норвегія             | 2 – 1     | Франція    | товариський матч  | -    |          |
| 3-9-2010   | Рейк'явік  | Ісландія             | 1 – 2     | Норвегія   | Відбір до ЧЄ 2012 | -    |          |
| Усього     |            | Матчів               | 40        |            | Голів             | 1    |          |

## Титули і досягнення

### Командні
- Чемпіон Норвегії (4):

«Русенборг»: 2003, 2004, 2006
«Бранн»: 2007
- Володар Кубка Норвегії (1):

«Русенборг»: 2003